# Museu de la Moto de Bassella
El Museu de la Moto de Bassella és un museu de titularitat privada amb seu a Bassella, a l'Alt Urgell, dedicat a la mostra de tota mena de motocicletes d'èpoques diverses, en la seva major part fruit de la restauració del col·leccionista local Màrius Soler, mort el 1991. És el primer museu creat als Països Catalans dedicat exclusivament al món de la motocicleta i està reconegut com un dels millors d'Europa dins d'aquest sector.

## Història
Museu inaugurat el febrer de 2002 pel seu fundador, Estanis Soler, fill de Màrius. El museu està situat en un edifici històric i emblemàtic, construït amb materials recuperats de les antigues cases del poble de Bassella (localitat desapareguda sota les aigües de l'embassament de Rialb l'any 2000).
La idea inicial de crear un museu com aquest fou de Màrius Soler, qui al final de la guerra civil espanyola va començar a restaurar motocicletes al seu taller de Bassella. La seva tasca de recuperació de peces clau de la història del motociclisme tingué continuïtat en els seus fills, Estanis i Toni Soler (aquest darrer, destacat pilot d'enduro durant la dècada de 1970), que en seguiren augmentant la col·lecció fins que Estanis i Cristina Soler, l'actual directora, obriren al públic la seva extensa col·lecció. El maig de 2011, la família Soler inaugurà el Museu de la Moto de Barcelona, que serà gestionat per la Fundació Mario Soler.

## Col·leccions

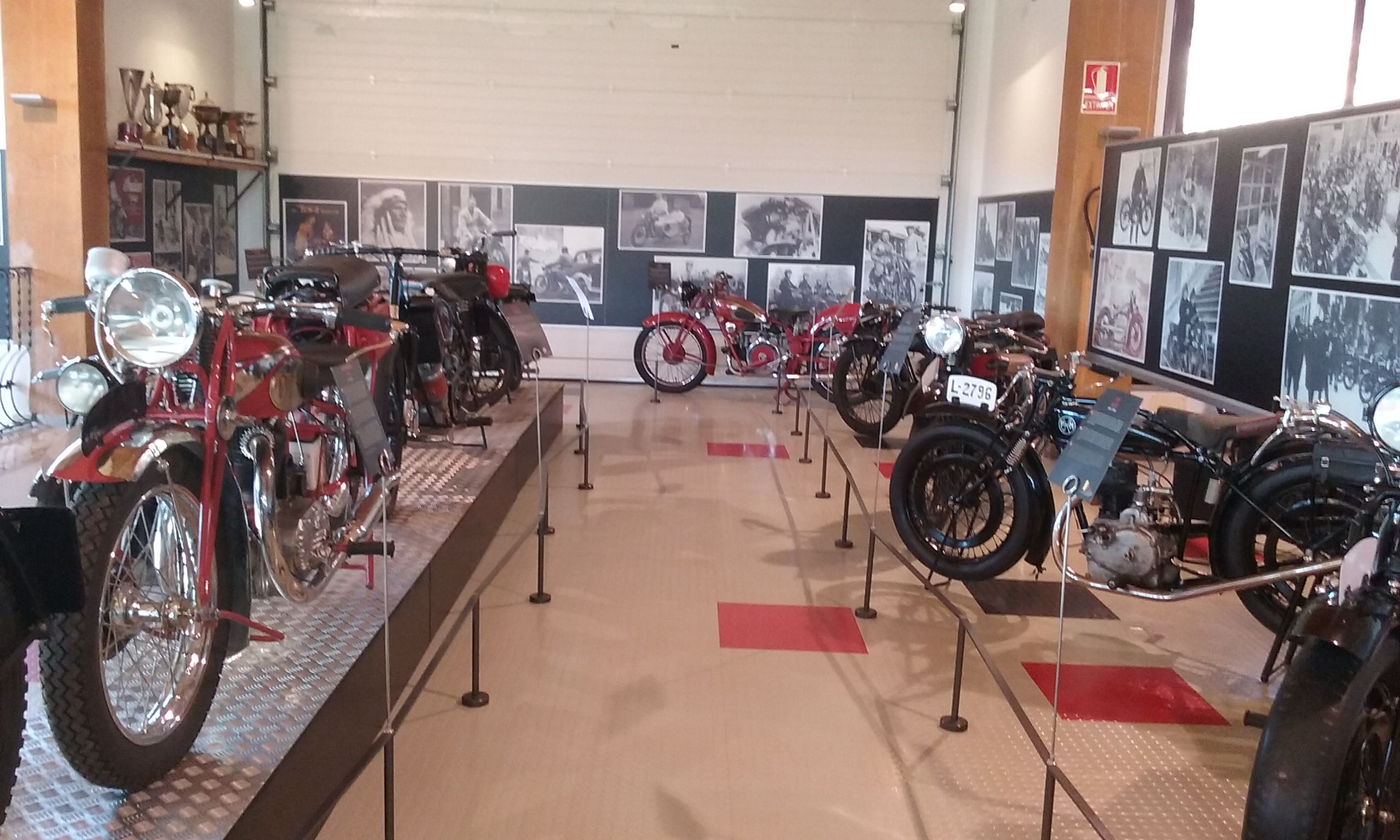
Una de les sales del museu

El museu acull gairebé 200 motocicletes de totes les èpoques i especialitats, contextualitzades amb material gràfic i audiovisual, repartides en dues plantes de 500 metres quadrats cadascuna. Cada peça està documentada i disposa d'un decorat propi. Se n'ha limitat el nombre exposat a 90 per planta, per tal de no sobrecarregar l'espai, tot afavorint l'ordre i la qualitat visual per damunt de l'amuntegament i la quantitat.
A la planta baixa s'hi exposa una mostra evolutiva de la motocicleta: des de les creacions més antigues (primers invents amb xassís rudimentaris, rodes de fusta, calderes de vapor, etc.) fins als exemplars més sofisticats de l'actualitat.
A la planta inferior hi ha una selecció de motocicletes representatives de la història de les marques catalanes, els principals models de competició de totes les especialitats (motociclisme de velocitat, trial, enduro i motocròs), amb models de sèrie, prototipus i exemplars únics. D'aquests, en destaquen per exemple l'OSSA 250 Monocasc que pilotava Santiago Herrero quan patí el fatal accident al Tourist Trophy de l'illa de Man el 1970, o una Sanglas amb sidecar de 1957 del RACC, que en fou el primer vehicle d'assistència en carretera.

### Espais monogràfics
Entre altres espais destacats, hi ha la reproducció exacta de l'antic taller on Màrius Soler va reconstruir la majoria de motocicletes que configuren la col·lecció. Transportat peça a peça des de la seva antiga ubicació a Bassella, en conserva tots els elements i detalls originals. Hi ha també força fotos de Soler i del seu antic taller.
La planta inferior es renova periòdicament en funció de les exposicions temàtiques que s'hi organitzen. Fins al febrer del 2011, per exemple, s'hi exhibí la monografia «Bultaco, Montesa, Ossa: Eternes Rivals», dedicada a les tres emblemàtiques marques catalanes, capdavanteres tecnològicament i esportiva durant les dècades de 1960 i 1970.